# Acontia urbani
Acontia urbani là một loài bướm đêm trong họ Noctuidae.